# Havrafälle göl
Havrafälle göl är en sjö i Värnamo kommun i Småland och ingår i Lagans huvudavrinningsområde. Sjön har en area på 0,131 kvadratkilometer och ligger 201 meter över havet. Sjön avvattnas av vattendraget Skärsjöbäcken.

## Delavrinningsområde
Havrafälle göl ingår i det delavrinningsområde (635082-140673) som SMHI kallar för Mynnar i Ruskån. Avrinningsområdets medelhöjd är 202 meter över havet och ytan är 27,8 kvadratkilometer. Det finns inga delavrinningsområden uppströms utan avrinningsområdet är högsta punkten. Skärsjöbäcken som avvattnar avrinningsområdet har biflödesordning 3, vilket innebär att vattnet flödar genom totalt 3 vattendrag innan det når havet efter 195 kilometer. Delavrinningsområdet består mestadels av skog (69 procent) och sankmarker (18 procent). Avrinningsområdet har 0,39 kvadratkilometer vattenytor vilket ger det en sjöprocent på 1,4 procent.